# Charles Gabriel Seligman
Pour les articles homonymes, voir Seligman.
Charles Gabriel Seligman (1873-1940) est un anthropologue britannique, médecin et chercheur en pathologie médicale à l'origine. Il est principalement connu pour sa théorie sur les Hamites selon laquelle tout ce qui a une valeur en Afrique y a été apporté par les Hamites, une variante de la « race blanche ». 

## Théorie hamitique
Dans son célèbre ouvrage Races of Africa paru en 1930, Charles Seligman formula la théorie hamitique comme suit : « Les civilisations de l'Afrique sont les civilisations des Hamites... Les migrants hamites étaient des Caucasoïdes pastoraux, arrivés vagues par vagues, mieux armés et d'esprit plus vif que les agriculteurs nègres à peau sombre ».

## Quelques publications
- The Melanesians of British New Guinea (1910)
- en collaboration avec sa femme Brenda Zara Seligman : The Veddas (1911)
- Races of Africa (1930) [fr. : Les Races de l'Afrique, Payot, 1935]
- Pagan Tribes of the Nilotic Sudan (1932)